# 齊癸公
齊癸公（？—前879年），姜姓，名慈母，齊乙公之子。生平不詳，大約卒於周懿王末年，其子公子不辰继位。

## 子女
- 子：齊哀公不辰，繼任其父齊癸公的君位。因紀國國君(侯爵)向周夷王進讒，含冤而死。

- 子: 齊胡公靜，齊哀公的異母弟。繼任其異母兄齊哀公的君位。

- 子：齊獻公山，齊哀公的同母弟。因齊胡公遷都之事，與私黨夥同營丘人發動政變，殺胡公，將胡公所有兒子全部驅逐出境。

| 前任： 父齊乙公 | 齊國君主 前933年—前902年 | 繼任： 子齊哀公 |